# 贝维莱尔
贝维莱尔（法語：Bévillers）是法国北部-加来海峡大区诺尔省的一个市镇，属于康布雷区卡尼耶尔县。该市镇2009年时的人口为562人。

## 人口
贝维莱尔人口变化图示
| 数据来源：INSEE |